# Zoot Woman
Zoot Woman — музыкальный коллектив из Великобритании, играющий электронную музыку в стиле синти-поп. Создана Адамом Блейком и Стюартом Прайсом как инструментальный проект в середине 90-х годов. В 1999 году в состав группы вошёл Johnny Blake. Группа считается одной из самых добротных представителей нового синти-попа, а их стилистика действительно самобытна. Благодаря своим живым выступлениям коллектив получил международную известность.
Прайс и Блейк также работают вместе под псевдонимом Paper Faces над ремиксами как для Zoot Woman, так и для таких именитых артистов как Madonna, Scissor Sisters, Felix Da Housecat и Pete Tong. В данный момент группа дает концерты в поддержку альбома Things Are What They Used to Be (2009).

## Дискография

### Альбомы
- 2009 — Things Are What They Used To Be
- 2003 — Zoot Woman
- 2001 — Living In A Magazine

### Синглы/EP
- 2008 — Live In My Head
- 2007 — We Won’t Break
- 2004 — Taken It All
- 2003 — Grey Day
- 2003 — Gem
- 2001 — Living In A Magazine
- 2001 — You & I
- 2000 — It’s Automatic
- 1997 — Chasing Cities
- 1996 — Sweet To The Wind

## Официальные источники
- Official Website
- Zoot Woman на discogs.com
- Официальная страница Zoot Woman (англ.) на сайте Myspace

## Официальные видео
- Zoot Woman. We Won’t Break видео на TV-Click
- Zoot Woman. Living in a Magazine видео на Last FM
- Zoot Woman. Grey Day видео на Last FM